# Zeitgeschichtsarchiv Pragser Wildsee

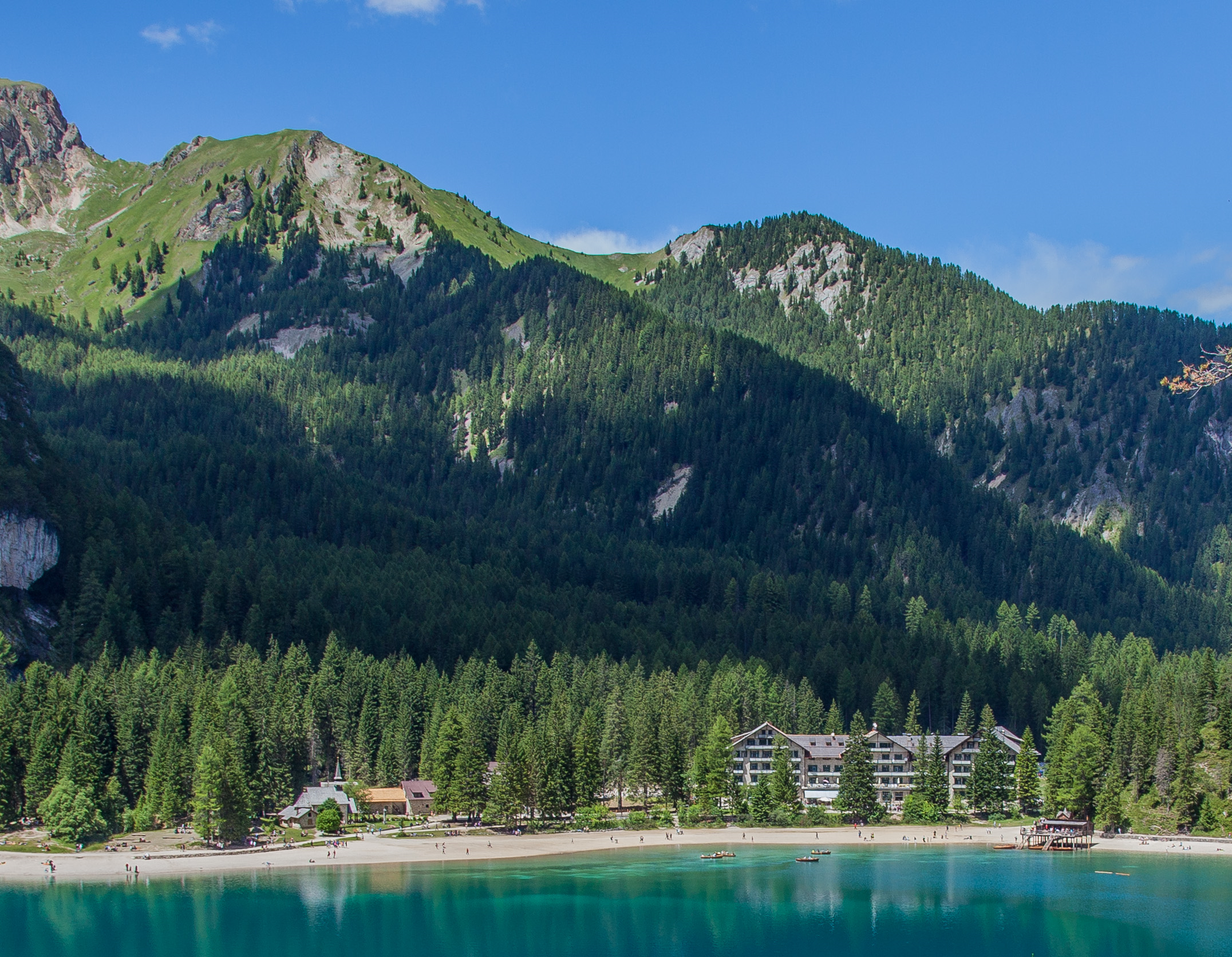
Hotel „Pragser Wildsee“

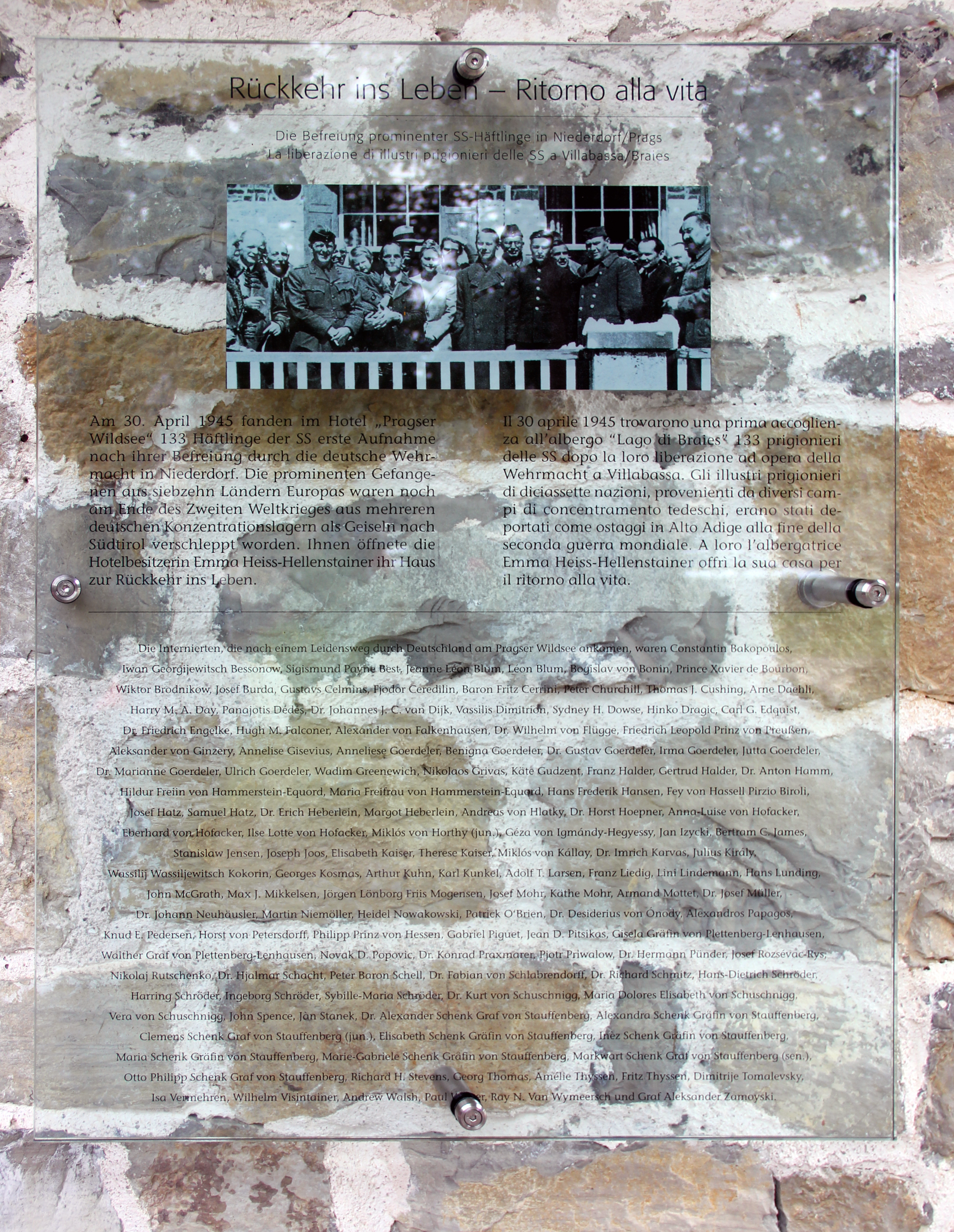
Gedenktafel am Hotel „Pragser Wildsee“ an die Befreiung der SS-Häftlinge im April 1945

Das Zeitgeschichtsarchiv Pragser Wildsee (ZaPW) wurde 2005 von Hans-Günter Richardi und Caroline M. Heiss gegründet und befindet sich in Südtirol im Hotel „Pragser Wildsee“ am Pragser Wildsee.
Es dokumentiert 
- den frühen Tourismus im Hochpustertal
- den Beginn des Alpinismus in den Pragser Dolomiten
- die Dolomitenfront während des Gebirgskriegs 1915–1918 im Rahmen des Ersten Weltkriegs
- die Befreiung der Sonder- und Sippenhäftlinge aus den Händen der SS am 30. April 1945 im nahegelegenen Niederdorf und deren anschließende Einquartierung im Hotel „Pragser Wildsee“ bis zum Ende des Zweiten Weltkriegs.[2]

Das Archiv arbeitet mit dem Südtiroler Landesarchiv in Bozen und der Gedenkstätte Deutscher Widerstand zusammen. Es veranstaltet zeitgeschichtliche Seminare und gibt die Buchreihe „Pragser Schriften“ heraus.
2011 erhielt das ZaPW die „Martin-Niemöller-Friedenstaube“. Dieser Wanderpreis ist nach Martin Niemöller benannt, der einer der hunderteinundvierzig in Niederdorf befreiten SS-Häftlingen war.